# Lago Spinale
Der Lago Spinale – auch Lago di Spinale oder Laghetto Spinale – ist ein kleiner Bergsee in der Brentagruppe im Trentino (Italien). Er liegt etwa 3 km südöstlich von Madonna di Campiglio auf dem Bergrücken, an dessen westlichem Ende sich der Monte Spinale (2103 m s.l.m.) befindet. Am See führt der SAT-Weg 331 vom Monte Spinale zum Rifugio Graffer vorbei. Der Spinalesee liegt im Naturpark Adamello-Brenta.

## Entstehung und Geographie
Der See bildete sich in einer Doline, deren Boden durch Ton abgedichtet wurde. Letzterer entstand bei der Korrosion des Gesteins. In der karstähnlichen Umgebung des in einer Senke liegenden Sees finden sich weitere Dolinen und Ponore. Der Lago Spinale ist einer der wenigen See, die in der Brentagruppe liegen. Wegen des wasserdurchlässigen Dolomits gibt es in der Gruppe nur noch drei weitere von den insgesamt 48 Seen, die innerhalb des Naturparks Adamello-Brenta liegen. Neben dem Spinalesee sind dies der Tovelsee, der Lago di Valagola und der Laghetto di Asbelz.
In der Literatur und im Internet finden sich unterschiedliche Höhenangaben zum See. Nach dem Gebietsführer des Club Alpino Italiano liegt der See auf einer Höhe von 2036 m s.l.m., nach dem mehrmals aufgelegten Standardwerk zur Seenlandschaft im Trentino von Gino Tomasi liegt er auf 2030 m s.l.m.

## Flora und Fauna
Auf dem untiefen See gedeihen an den Rändern Wassersterne, während die Seeufer durch Seggen- und Vogelknöterichbewuchs gekennzeichnet sind. Der fischlose See ist das Habitat von Ruderfußkrebsen. Die Weidetiere von mehreren in der Nähe liegenden Almen reichern den See zudem mit organischen Materialien an.